# Iliouchine Il-22
L'Iliouchine Il-22 est un avion soviétique destiné à servir de poste de commandement aéroporté. Il est directement dérivé de l'avion de ligne Il-18. Il est connu sous le code OTAN de Coot-B.
Par ailleurs, la désignation Iliouchine Il-22 est donnée également à un projet de bombardier qui resta à l'état de prototype après un premier vol en 1947 ; les deux aéronefs sont sans rapport.

## Historique

### Développement

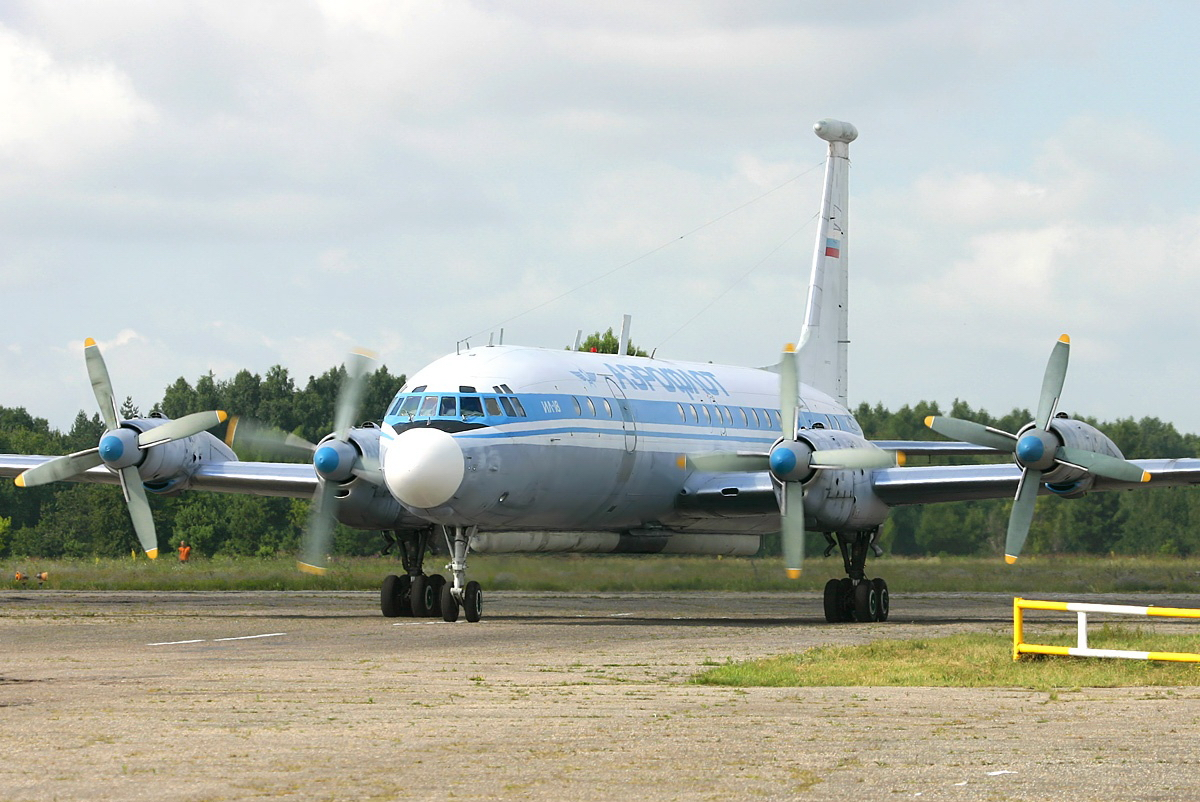
Iliouchine Il-22 aux couleurs russes de l'Aeroflot.

En 1970, l'Armée rouge et l'aviation militaire soviétique firent savoir qu'elles recherchaient un nouvel avion destiné à servir de poste de commandement aéroporté en remplacement des bimoteurs Iliouchine Il-14 devenus obsolètes. L'une des obligations du cahier des charges était que l'avion puisse croiser au-delà des 8 000 mètres d'altitude, afin de le rendre compatible avec une éventuelle mission de frappes nucléaires contre l'OTAN. Plusieurs machines furent envisagées par les Soviétiques, mais finalement deux sortirent pleinement du lot, l'Antonov An-12 et l'Iliouchine Il-18, tous deux mus par des turbopropulseurs.
Un prototype fut commandé à chacun des deux avionneurs, et c'est celui d'Iliouchine qui sembla nettement se détacher. D'abord désigné Il-18D-36 Bizon l'avion fut revêtu de la livrée civile des machines de l'Aeroflot. Rapidement l'avion fut identifié par les Occidentaux qui lui attribuèrent à tort l'appellation de Coot-B, le considérant alors comme un avion de transport directement dérivé de l'Il-18. Son premier vol intervint dans le courant de l'année 1972.
Par rapport aux Il-18 de l'époque, l'Il-18D-36 disposait d'améliorations nettes, tel un APU destiné à fournir l'énergie nécessaire au fonctionnement des différents systèmes de communication, notamment HF, VHF, et UHF. En outre son train d'atterrissage avait été renforcé et équipé de garde-boues lui permettant d'opérer depuis les terrains d'aviation sommairement équipés.
En 1982 apparut un nouveau prototype désigné Il-22M-11 Zebra et dotés de nouveaux équipements comme un APU plus puissant, dérivé de celui équipant l'avion de ligne triréacteur Tupolev Tu-154. Le Zebra permit également de tester une liaison radio dite VVLF, à extrêmement basse fréquence, permettant la communication avec les submersibles en plongée.

### En service
Les premiers exemplaires de série, désignés Il-22 sont entrés en service actif en 1979. Trois ans plus tard, ces avions étaient tous portés au standard Il-22M. On sait peu de chose de leur utilisation opérationnelle, si ce n'est que jusqu'à la dislocation de l'URSS la plupart volaient sous les couleurs d'Aeroflot et portaient des immatriculations civiles, bien que les équipages fussent clairement composés de militaires. Par la suite, ils furent partagés entre les différentes nouvelles républiques ex-soviétiques, mais la majorité resta en Russie. Dans ce dernier pays, ils portèrent encore la livrée de l'Aeroflot durant toutes les années 1990.
Début avril 2022, à la suite de l'invasion de l'Ukraine par la Russie, les médias russes annoncent qu’un poste de commandement aéroporté Il-22 russe est endommagé après avoir été pris pour cible par un système antiaérien moyenne portée Buk ukrainien. L’avion avait pu revenir sur sa base.
Le 24 juin 2023, un Il-22M de la force aérienne russe, numéroté RA-7591, est abattu lors de la rébellion du groupe Wagner; les dix membres d'équipage sont morts.
Dans la nuit du 14 au 15 janvier 2024, un Il-22M russe opérant au-dessus de la mer d'Azov doit atterrir en urgence après avoir été endommagé par un missile. Les forces ukrainiennes revendiquent cette opération qui, selon elles, a également conduit à la destruction d'un Iliouchine A-50.

## Utilisateurs
- Biélorussie

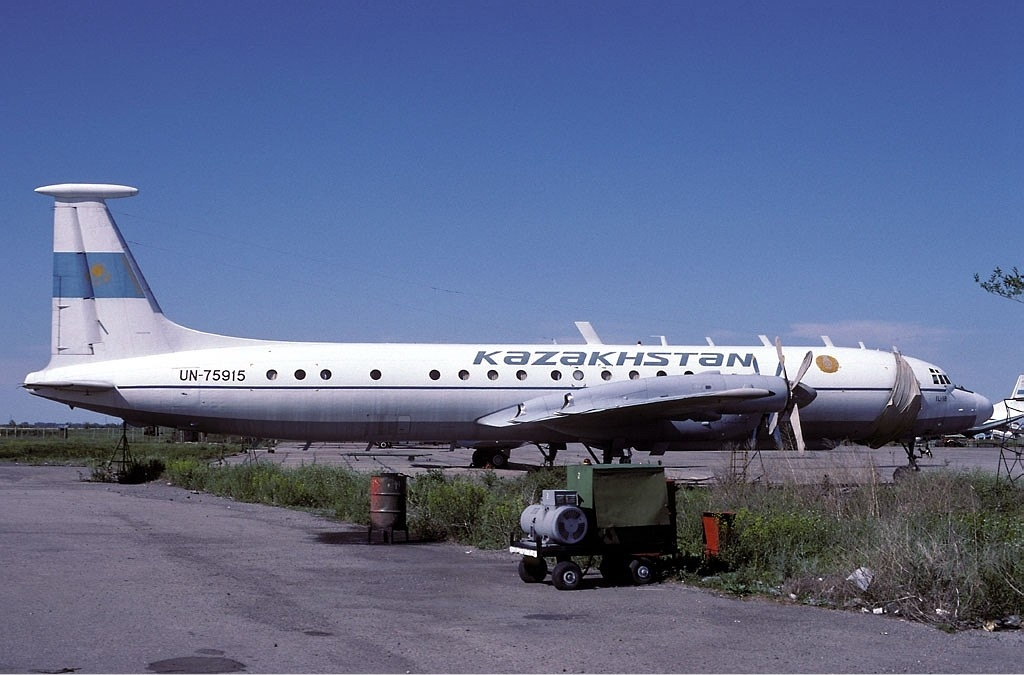
Iliouchine Il-22M kazakhe.

  - Voyenno-Vozdushnye Sily Bialorossiia, retirés du service en 2010.
- Géorgie
  - Sak’art’velos Samxedro-sahaero Dzalebi, retirés du service en 2003[8].
- Kazakhstan
  - Sil Vozdushnoy Oborony Respubliki Kazakhstan, encore en service début 2013.
- Russie
  - Voyenno-Vozdushnye Sily Rossii, encore en service en 2024.
- Union soviétique
  - Armée rouge, distribués aux armées des états successeurs de l'URSS après sa dissolution en 1991[8].

## Aspects techniques

### Versions

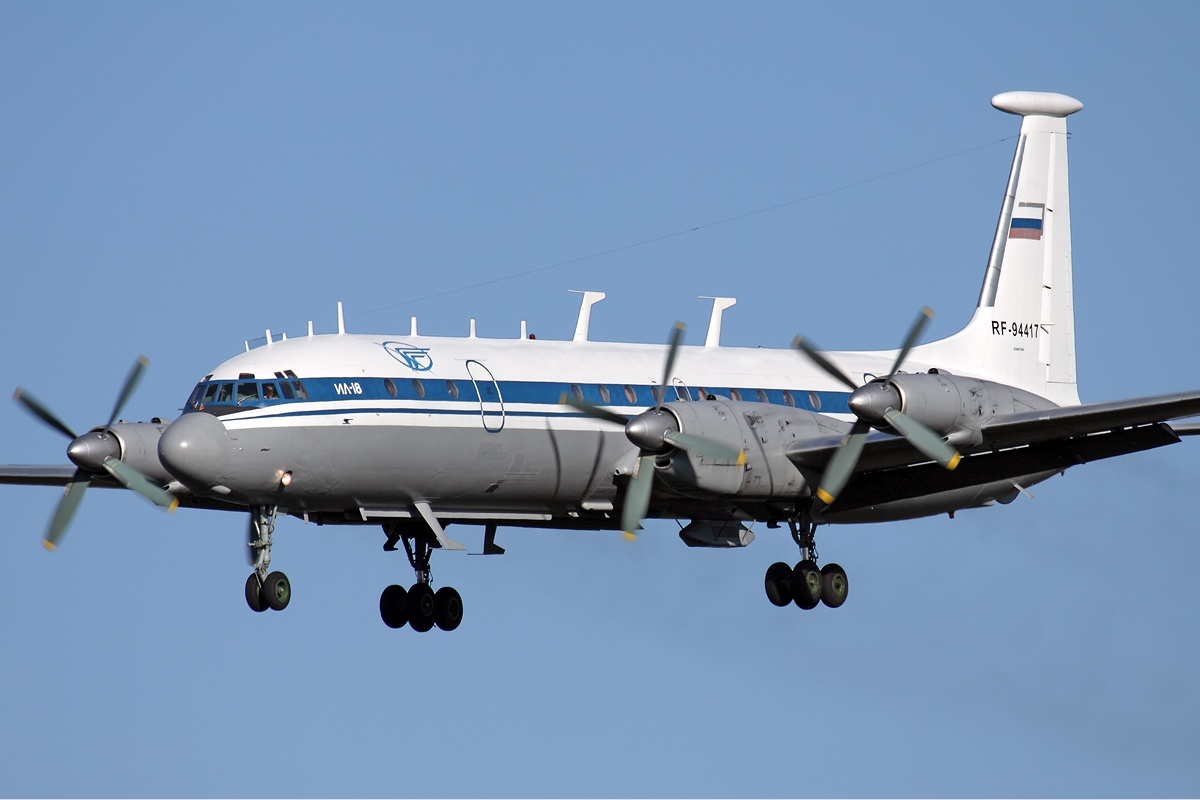
Iliouchine Il-22M russe.

- Iliouchine Il-18D-36 Bizon : Désignation portée par le premier prototype de l'avion.
- Iliouchine Il-22M-11 Zebra : Désignation portée par le second prototype de l'avion, préfigurant la version améliorée.
- Iliouchine Il-22 : Désignation portée par la première série d'avions, entre 1979 et 1983.
- Iliouchine Il-22M : Désignation portée par la seconde série d'avions, à partir de 1983.
- Iliouchine Il-22PP Porubshchik : Version de guerre électronique et de renseignement d'origine électromagnétique, présentée au public le 12 aout 2017[9]. Code OTAN : Mute[10].

### Description
L'Iliouchine Il-22 se présente sous la forme d'un monoplan à aile basse cantilever mû par quatre turbopropulseurs Ivtchenko AI-20M d'une puissance unitaire de 4 250 ch entraînant chacun une hélice à quatre pales. Doté d'un cockpit triplace et d'une cabine de fuselage pour permettre le travail de treize à dix-sept membres d'équipage l'avion dispose d'un train d'atterrissage tricycle escamotable renforcé. L'un des points d'identification rapide de l'Il-22 est le carénage en forme de cigare installé en haut de l'empennage. Par ailleurs il est hérissé d'antennes le long du fuselage, en position d'extrados et d'intrados.

### Développements liés
- Iliouchine Il-20
- Iliouchine Il-38

### Aéronefs aux missions similaires
- États-Unis : Boeing E-4, Boeing E-6 Mercury
- France : Transall C.160H Astarté